# Paul Émile Chabas
Paul Émile Chabas (født 7. marts 1869 i Nantes, død 10. maj 1937) var en fransk maler, illustrator og medlem af Académie des Beaux-Arts.
Paul Émile Chabas fik undervisning af William-Adolphe Bouguereau og Tony Robert-Fleury. Hans første maleriudstilling fandt sted på Parisersalonen i 1890.
- Wikimedia Commons har flere filer relateret til Paul Émile Chabas